# Jörg Bruder
Jörg Bruder (São Paulo, 16 de novembro de 1937 — perto de Orly, França, 11 de julho de 1973) foi um velejador brasileiro.

## Biografia
Começou a velejar aos cinco anos na Represa de Guarapiranga no Yacht Club Paulista e disputou em 1959 a sua primeira regata, tornando-se especialista na classe olímpica Finn.
Participou nos Jogos Olímpicos de Verão de 1964 (Tóquio) e 1968 (Cidade do México) na classe Finn, e 1972 (Munique) na  Star, terminando as três entre os dez primeiros e ficando em quarto na última. Também foi campeão pan-americano em 1967 (Winnipeg) e 1971 (Cáli), tornou-se tri-campeão do mundo nos anos de 1970 (Cascais), 1971 (Toronto) e 1972 (Anzio) na classe Finn e vice-campeão (com Claudio Biekarch) na Star em 1972 (Caracas).
Morreu em julho de 1973 no acidente aéreo do Voo Varig 820 em Orly, França.